# Piqueres (motocicleta)
Piqueres fou una marca valenciana de motocicletes fabricades a Alberic, Ribera Alta, per Genaro Piqueres entre 1952 i 1955.

## Història
Genaro Piqueres era un empresari del sector de la bicicleta molt afeccionat a les curses de motociclisme, de manera que desenvolupà la seva pròpia motocicleta, equipada amb un motor de dos temps de 125 cc inspirat en el de les Montesa de l'època. Un cop les havia fetes servir en curses locals, les venia. Piqueres en comercialitzà també d'altres que fabricava en petites sèries.